# Cro Magnon (muziekgroep)
Cro Magnon is een Belgische muziekgroep. De groep speelt een cross-over van jazz, funk, rock, kamermuziek en eigentijds klassiek.
De band ontstond in 1983 met als bezieler multi-instrumentalist Geert Waegeman en speelt wat zij noemen "Urban Chamber Music". In 1992 verscheen het album Zapp! op het label Carbon 7. Pas vijf jaar later, in 1997, verscheen opvolger Bull? bij het label Lowlands. De groep kende op gebied van bezetting een wisselwerking met andere bands als Fukkeduk, X-Legged Sally en De Legende.. In 2001 componeerde Cro Magnon met de folkgroep (BUB) een programma voor het Brosella folk- en jazzfestival en in 2003 werd de Brosella Suite op cd uitgegeven.
In 2017 verscheen het album Floww... In 2020 kreeg het een digitale release.

## Groepsleden
- Geert Waegeman - keyboards, sampling, viool, elektrische gitaar
- Stefan Coltura - viool
- Rudy Mollekens - basgitaar
- Koen Van Roy - sopraan-, alt- en baritonsaxofoon
- Rik Verstrepen - viool, keyboards

## Discografie
- 1992: Zapp!
- 1997: Bull?
- 2003: Brosella Suite (met (BUB)
- 2020: Floww ... (digital release on Spotify,...)